# 賽塔霍塔湖
14°01′58″S 70°18′29″W / 14.03278°S 70.30806°W
賽塔霍塔湖（Saytajota），是秘魯的湖泊，位於該國東南部普諾大區，由卡拉瓦亞省的馬庫薩尼區負責管轄，處於安地斯山脈地區，東南面有托克薩霍塔湖。